# Danh sách loài nhện trong họ Dictynidae
Danh sách các loài nhện thuộc họ Dictynidae xếp theo chi.

## Adenodictyna
Adenodictyna Ono, 2008
- Adenodictyna kudoae Ono, 2008

## Aebutina
Aebutina Simon, 1892
- Aebutina binotata Simon, 1892

## Ajmonia
Ajmonia Caporiacco, 1934
- Ajmonia aurita Song & Lu, 1985
- Ajmonia capucina (Schenkel, 1936)
- Ajmonia gratiosa (Simon, 1881)
- Ajmonia lehtineni Marusik & Koponen, 1998
- Ajmonia numidica (Denis, 1937)
- Ajmonia patellaris (Simon, 1910)
- Ajmonia procera (Kulczynski, 1901)
- Ajmonia psittacea (Schenkel, 1936)
- Ajmonia velifera (Simon, 1906)

## Altella
Altella Simon, 1884
- Altella aussereri Thaler, 1990
- Altella biuncata (Miller, 1949)
- Altella caspia Ponomarev, 2008
- Altella hungarica Loksa, 1981
- Altella lucida (Simon, 1874)
- Altella media Wunderlich, 1992
- Altella opaca Simon, 1910
- Altella orientalis Balogh, 1935
- Altella pygmaea Wunderlich, 1992
- Altella uncata Simon, 1884

## Anaxibia
Anaxibia Thorell, 1898
- Anaxibia caudiculata Thorell, 1898
- Anaxibia difficilis (Kraus, 1960)
- Anaxibia nigricauda (Simon, 1905)
- Anaxibia peteri (Lessert, 1933)
- Anaxibia pictithorax (Kulczynski, 1908)
- Anaxibia rebai (Tikader, 1966)

## Arangina
Arangina Lehtinen, 1967
- Arangina cornigera (Dalmas, 1917)
- Arangina pluva Forster, 1970

## Archaeodictyna
Archaeodictyna Caporiacco, 1928
- Archaeodictyna ammophila (Menge, 1871)
- Archaeodictyna anguiniceps (Simon, 1899)
- Archaeodictyna condocta (O. P.-Cambridge, 1876)
- Archaeodictyna consecuta (O. P.-Cambridge, 1872)
- Archaeodictyna minutissima (Miller, 1958)
- Archaeodictyna sexnotata (Simon, 1890)
- Archaeodictyna suedicola (Simon, 1890)
- Archaeodictyna tazzeiti (Denis, 1954)
- Archaeodictyna ulova Griswold & Meikle-Griswold, 1987

## Arctella
Arctella Holm, 1945
- Arctella lapponica Holm, 1945
- Arctella subnivalis Ovtchinnikov, 1989

## Argenna
Argenna Thorell, 1870
- Argenna obesa Emerton, 1911
- Argenna patula (Simon, 1874)
- Argenna polita (Banks, 1898)
- Argenna subnigra (O. P.-Cambridge, 1861)
- Argenna yakima Chamberlin & Gertsch, 1958

## Argennina
Argennina Gertsch & Mulaik, 1936
- Argennina unica Gertsch & Mulaik, 1936

## Atelolathys
Atelolathys Simon, 1892
- Atelolathys varia Simon, 1892

## Banaidja
Banaidja Lehtinen, 1967
- Banaidja bifasciata (L. Koch, 1872)

## Blabomma
Blabomma Chamberlin & Ivie, 1937
- Blabomma californicum (Simon, 1895)
- Blabomma flavipes Chamberlin & Ivie, 1937
- Blabomma foxi Chamberlin & Ivie, 1937
- Blabomma guttatum Chamberlin & Ivie, 1937
- Blabomma hexops Chamberlin & Ivie, 1937
- Blabomma lahondae (Chamberlin & Ivie, 1937)
- Blabomma oregonense Chamberlin & Ivie, 1937
- Blabomma sanctum Chamberlin & Ivie, 1937
- Blabomma sylvicola (Chamberlin & Ivie, 1937)
- Blabomma uenoi Paik & Yaginuma, 1969
- Blabomma yosemitense Chamberlin & Ivie, 1937

## Brommella
Brommella Tullgren, 1948
- Brommella bishopi (Chamberlin & Gertsch, 1958)
- Brommella falcigera (Balogh, 1935)
- Brommella hellenensis Wunderlich, 1995
- Brommella lactea (Chamberlin & Gertsch, 1958)
- Brommella monticola (Gertsch & Mulaik, 1936)
- Brommella punctosparsa (Oi, 1957)

## Callevophthalmus
Callevophthalmus Simon, 1906
- Callevophthalmus albus (Keyserling, 1890)
- Callevophthalmus maculatus (Keyserling, 1890)

## Chaerea
Chaerea Simon, 1884
- Chaerea maritimus Simon, 1884

## Chorizomma
Chorizomma Simon, 1872
- Chorizomma subterraneum Simon, 1872

## Cicurina
Cicurina Menge, 1871
- Cicurina aenigma Gertsch, 1992
- Cicurina alpicora Barrows, 1945
- Cicurina anhuiensis Chen, 1986
- Cicurina arcata Chamberlin & Ivie, 1940
- Cicurina arcuata Keyserling, 1887
- Cicurina arizona Chamberlin & Ivie, 1940
- Cicurina arkansa Gertsch, 1992
- Cicurina armadillo Gertsch, 1992
- Cicurina atomaria Simon, 1898
- Cicurina bandera Gertsch, 1992
- Cicurina bandida Gertsch, 1992
- Cicurina baronia Gertsch, 1992
- Cicurina barri Gertsch, 1992
- Cicurina blanco Gertsch, 1992
- Cicurina breviaria Bishop & Crosby, 1926
- Cicurina brevis (Emerton, 1890)
- Cicurina browni Gertsch, 1992
- Cicurina brunsi Cokendolpher, 2004
- Cicurina bryantae Exline, 1936
- Cicurina bullis Cokendolpher, 2004
- Cicurina buwata Chamberlin & Ivie, 1940
- Cicurina caliga Cokendolpher & Reddell, 2001
- Cicurina calyciforma Wang & Xu, 1989
- Cicurina cavealis Bishop & Crosby, 1926
- Cicurina caverna Gertsch, 1992
- Cicurina cicur (Fabricius, 1793)
- Cicurina coahuila Gertsch, 1971
- Cicurina colorada Chamberlin & Ivie, 1940
- Cicurina coryelli Gertsch, 1992
- Cicurina davisi Exline, 1936
- Cicurina delrio Gertsch, 1992
- Cicurina deserticola Chamberlin & Ivie, 1940
- Cicurina dorothea Gertsch, 1992
- Cicurina eburnata Wang, 1994
- Cicurina ezelli Gertsch, 1992
- Cicurina gertschi Exline, 1936
- Cicurina gruta Gertsch, 1992
- Cicurina harrietae Gertsch, 1992
- Cicurina hexops Chamberlin & Ivie, 1940
- Cicurina holsingeri Gertsch, 1992
- Cicurina hoodensis Cokendolpher & Reddell, 2001
- Cicurina idahoana Chamberlin, 1919
- Cicurina intermedia Chamberlin & Ivie, 1933
- Cicurina itasca Chamberlin & Ivie, 1940
- Cicurina iviei Gertsch, 1971
- Cicurina japonica (Simon, 1886)
- Cicurina jiangyongensis Peng, Gong & Kim, 1996
- Cicurina jonesi Chamberlin & Ivie, 1940
- Cicurina joya Gertsch, 1992
- Cicurina kimyongkii Paik, 1970
- Cicurina leona Gertsch, 1992
- Cicurina loftini Cokendolpher, 2004
- Cicurina ludoviciana Simon, 1898
- Cicurina machete Gertsch, 1992
- Cicurina maculifera Yaginuma, 1979
- Cicurina maculipes Saito, 1934
- Cicurina madla Gertsch, 1992
- Cicurina marmorea Gertsch, 1992
- Cicurina maya Gertsch, 1977
- Cicurina mckenziei Gertsch, 1992
- Cicurina medina Gertsch, 1992
- Cicurina menardia Gertsch, 1992
- Cicurina microps Chamberlin & Ivie, 1940
- Cicurina mina Gertsch, 1971
- Cicurina minima Chamberlin & Ivie, 1940
- Cicurina minnesota Chamberlin & Ivie, 1940
- Cicurina minorata (Gertsch & Davis, 1936)
- Cicurina mirifica Gertsch, 1992
- Cicurina mixmaster Cokendolpher & Reddell, 2001
- Cicurina modesta Gertsch, 1992
- Cicurina neovespera Cokendolpher, 2004
- Cicurina nevadensis Simon, 1886
- Cicurina obscura Gertsch, 1992
- Cicurina oklahoma Gertsch, 1992
- Cicurina orellia Gertsch, 1992
- Cicurina pablo Gertsch, 1992
- Cicurina pacifica Chamberlin & Ivie, 1940
- Cicurina pagosa Chamberlin & Ivie, 1940
- Cicurina pallida Keyserling, 1887
- Cicurina pampa Chamberlin & Ivie, 1940
- Cicurina paphlagoniae Brignoli, 1978
- Cicurina parma Chamberlin & Ivie, 1940
- Cicurina pastura Gertsch, 1992
- Cicurina patei Gertsch, 1992
- Cicurina peckhami (Simon, 1898)
- Cicurina phaselus Paik, 1970
- Cicurina placida Banks, 1892
- Cicurina platypus Cokendolpher, 2004
- Cicurina porteri Gertsch, 1992
- Cicurina puentecilla Gertsch, 1992
- Cicurina pusilla (Simon, 1886)
- Cicurina rainesi Gertsch, 1992
- Cicurina reclusa Gertsch, 1992
- Cicurina reddelli Gertsch, 1992
- Cicurina rhodiensis Caporiacco, 1948
- Cicurina riogrande Gertsch & Mulaik, 1940
- Cicurina robusta Simon, 1886
- Cicurina rosae Gertsch, 1992
- Cicurina rudimentops Chamberlin & Ivie, 1940
- Cicurina russelli Gertsch, 1992
- Cicurina sansaba Gertsch, 1992
- Cicurina secreta Gertsch, 1992
- Cicurina selecta Gertsch, 1992
- Cicurina serena Gertsch, 1992
- Cicurina shasta Chamberlin & Ivie, 1940
- Cicurina sheari Gertsch, 1992
- Cicurina sierra Chamberlin & Ivie, 1940
- Cicurina simplex Simon, 1886
- Cicurina sintonia Gertsch, 1992
- Cicurina sprousei Gertsch, 1992
- Cicurina stowersi Gertsch, 1992
- Cicurina suttoni Gertsch, 1992
- Cicurina tacoma Chamberlin & Ivie, 1940
- Cicurina tersa Simon, 1886
- Cicurina texana (Gertsch, 1935)
- Cicurina tianmuensis Song & Kim, 1991
- Cicurina tortuba Chamberlin & Ivie, 1940
- Cicurina travisae Gertsch, 1992
- Cicurina troglobia Cokendolpher, 2004
- Cicurina troglodytes Yaginuma, 1972
- Cicurina ubicki Gertsch, 1992
- Cicurina utahana Chamberlin, 1919
- Cicurina uvalde Gertsch, 1992
- Cicurina varians Gertsch & Mulaik, 1940
- Cicurina venefica Gertsch, 1992
- Cicurina venii Gertsch, 1992
- Cicurina vespera Gertsch, 1992
- Cicurina vibora Gertsch, 1992
- Cicurina wartoni Gertsch, 1992
- Cicurina watersi Gertsch, 1992
- Cicurina wiltoni Gertsch, 1992

## Devade
Devade Simon, 1884
- Devade dubia Caporiacco, 1934
- Devade indistincta (O. P.-Cambridge, 1872)
- Devade kazakhstanica Esyunin & Efimik, 2000
- Devade lehtineni Esyunin & Efimik, 2000
- Devade libanica (Denis, 1955)
- Devade miranda Ponomarev, 2007
- Devade mongolica Esyunin & Marusik, 2001
- Devade pusilla Simon, 1910
- Devade tenella (Tyschchenko, 1965)

## Dictyna
Dictyna Sundevall, 1833
- Dictyna abundans Chamberlin & Ivie, 1941
- Dictyna agressa Ivie, 1947
- Dictyna alaskae Chamberlin & Ivie, 1947
- Dictyna albicoma Simon, 1893
- Dictyna albida O. P.-Cambridge, 1885
- Dictyna albopilosa Franganillo, 1936
- Dictyna albovittata Keyserling, 1881
- Dictyna alyceae Chickering, 1950
- Dictyna andesiana Berland, 1913
- Dictyna annexa Gertsch & Mulaik, 1936
- Dictyna apacheca Chamberlin & Ivie, 1935
- Dictyna armata Thorell, 1875
- Dictyna arundinacea (Linnaeus, 1758)
- Dictyna bellans Chamberlin, 1919
  - Dictyna bellans hatchi Jones, 1948
- Dictyna bispinosa Simon, 1906
- Dictyna bostoniensis Emerton, 1888
- Dictyna brevitarsa Emerton, 1915
- Dictyna cafayate Mello-Leitão, 1941
- Dictyna calcarata Banks, 1904
- Dictyna cambridgei Gertsch & Ivie, 1936
- Dictyna cavata Jones, 1947
- Dictyna cebolla Ivie, 1947
- Dictyna cholla Gertsch & Davis, 1942
- Dictyna civica (Lucas, 1850)
- Dictyna colona Simon, 1906
- Dictyna coloradensis Chamberlin, 1919
- Dictyna columbiana Becker, 1886
- Dictyna cronebergi Simon, 1889
- Dictyna crosbyi Gertsch & Mulaik, 1940
- Dictyna dahurica Danilov, 2000
- Dictyna dauna Chamberlin & Gertsch, 1958
- Dictyna denisi (Lehtinen, 1967)
- Dictyna donaldi Chickering, 1950
- Dictyna dunini Danilov, 2000
- Dictyna ectrapela (Keyserling, 1886)
- Dictyna felis Bösenberg & Strand, 1906
- Dictyna flavipes Hu, 2001
- Dictyna fluminensis Mello-Leitão, 1924
- Dictyna foliacea (Hentz, 1850)
- Dictyna foliicola Bösenberg & Strand, 1906
- Dictyna formidolosa Gertsch & Ivie, 1936
- Dictyna fuerteventurensis Schmidt, 1976
- Dictyna gloria Chamberlin & Ivie, 1944
- Dictyna guanchae Schmidt, 1968
- Dictyna guerrerensis Gertsch & Davis, 1937
- Dictyna guineensis Denis, 1955
- Dictyna hamifera Thorell, 1872
  - Dictyna hamifera simulans Kulczynski, 1916
- Dictyna idahoana Chamberlin & Ivie, 1933
- Dictyna ignobilis Kulczynski, 1895
- Dictyna incredula Gertsch & Davis, 1937
- Dictyna innocens O. P.-Cambridge, 1872
- Dictyna jacalana Gertsch & Davis, 1937
- Dictyna juno Ivie, 1947
- Dictyna kosiorowiczi Simon, 1873
- Dictyna laeviceps Simon, 1910
- Dictyna latens (Fabricius, 1775)
- Dictyna lecta Chickering, 1952
- Dictyna lhasana Hu, 2001
- Dictyna linzhiensis Hu, 2001
- Dictyna livida (Mello-Leitão, 1941)
- Dictyna longispina Emerton, 1888
- Dictyna major Menge, 1869
- Dictyna marilina Chamberlin, 1948
- Dictyna meditata Gertsch, 1936
- Dictyna miniata Banks, 1898
- Dictyna minuta Emerton, 1888
- Dictyna moctezuma Gertsch & Davis, 1942
- Dictyna mora Chamberlin & Gertsch, 1958
- Dictyna namulinensis Hu, 2001
- Dictyna nangquianensis Hu, 2001
- Dictyna navajoa Gertsch & Davis, 1942
- Dictyna nebraska Gertsch, 1946
- Dictyna obydovi Marusik & Koponen, 1998
- Dictyna paitaensis Schenkel, 1953
- Dictyna palmgreni Marusik & Fritzén, 2011
- Dictyna paramajor Danilov, 2000
- Dictyna peon Chamberlin & Gertsch, 1958
- Dictyna personata Gertsch & Mulaik, 1936
- Dictyna pictella Chamberlin & Gertsch, 1958
- Dictyna procerula Bösenberg & Strand, 1906
- Dictyna puebla Gertsch & Davis, 1937
- Dictyna pusilla Thorell, 1856
- Dictyna quadrispinosa Emerton, 1919
- Dictyna ranchograndei Caporiacco, 1955
- Dictyna saepei Chamberlin & Ivie, 1941
- Dictyna saltona Chamberlin & Gertsch, 1958
- Dictyna sancta Gertsch, 1946
- Dictyna schmidti Kulczynski, 1926
- Dictyna secuta Chamberlin, 1924
- Dictyna shilenkovi Danilov, 2000
- Dictyna sierra Chamberlin, 1948
- Dictyna similis Keyserling, 1878
- Dictyna simoni Petrunkevitch, 1911
- Dictyna sinaloa Gertsch & Davis, 1942
- Dictyna siniloanensis Barrion & Litsinger, 1995
- Dictyna sonora Gertsch & Davis, 1942
- Dictyna sotnik Danilov, 1994
- Dictyna subpinicola Ivie, 1947
- Dictyna sylvania Chamberlin & Ivie, 1944
- Dictyna szaboi Chyzer, 1891
- Dictyna tarda Schmidt, 1971
- Dictyna terrestris Emerton, 1911
- Dictyna togata Simon, 1904
- Dictyna tridentata Bishop & Ruderman, 1946
- Dictyna trivirgata Mello-Leitão, 1943
- Dictyna tucsona Chamberlin, 1948
- Dictyna tullgreni Caporiacco, 1949
- Dictyna turbida Simon, 1905
- Dictyna tyshchenkoi Marusik, 1988
  - Dictyna tyshchenkoi wrangeliana Marusik, 1988
- Dictyna ubsunurica Marusik & Koponen, 1998
- Dictyna umai Tikader, 1966
- Dictyna uncinata Thorell, 1856
- Dictyna uvs Marusik & Koponen, 1998
- Dictyna uzbekistanica Charitonov, 1946
- Dictyna varians Spassky, 1952
- Dictyna vicina Simon, 1873
- Dictyna vittata Keyserling, 1883
- Dictyna volucripes Keyserling, 1881
  - Dictyna volucripes volucripoides Ivie, 1947
- Dictyna vultuosa Keyserling, 1881
- Dictyna xinjiangensis Song, Wang & Yang, 1985
- Dictyna xizangensis Hu & Li, 1987
- Dictyna yongshun Yin, Bao & Kim, 2001
- Dictyna zhangmuensis Hu, 2001
- Dictyna zherikhini Marusik, 1988

## Dictynomorpha
Dictynomorpha Spassky, 1939
- Dictynomorpha bedeshai (Tikader, 1966)
- Dictynomorpha marakata (Sherriffs, 1927)
- Dictynomorpha smaragdula (Simon, 1905)
- Dictynomorpha strandi Spassky, 1939

## Emblyna
Emblyna Chamberlin, 1948
- Emblyna acoreensis Wunderlich, 1992
- Emblyna aiko (Chamberlin & Gertsch, 1958)
- Emblyna altamira (Gertsch & Davis, 1942)
- Emblyna angulata (Emerton, 1915)
- Emblyna annulipes (Blackwall, 1846)
- Emblyna ardea (Chamberlin & Gertsch, 1958)
- Emblyna artemisia (Ivie, 1947)
- Emblyna borealis (O. P.-Cambridge, 1877)
  - Emblyna borealis cavernosa (Jones, 1947)
- Emblyna branchi (Chamberlin & Gertsch, 1958)
- Emblyna brevidens (Kulczynski, 1897)
- Emblyna budarini Marusik, 1988
- Emblyna burjatica (Danilov, 1994)
- Emblyna callida (Gertsch & Ivie, 1936)
- Emblyna capens Chamberlin, 1948
- Emblyna chitina (Chamberlin & Gertsch, 1958)
- Emblyna completa (Chamberlin & Gertsch, 1929)
- Emblyna completoides (Ivie, 1947)
- Emblyna consulta (Gertsch & Ivie, 1936)
- Emblyna cornupeta (Bishop & Ruderman, 1946)
- Emblyna coweta (Chamberlin & Gertsch, 1958)
- Emblyna crocana Chamberlin, 1948
- Emblyna cruciata (Emerton, 1888)
- Emblyna decaprini (Kaston, 1945)
- Emblyna evicta (Gertsch & Mulaik, 1940)
- Emblyna florens (Ivie & Barrows, 1935)
- Emblyna formicaria Baert, 1987
- Emblyna francisca (Bishop & Ruderman, 1946)
- Emblyna hentzi (Kaston, 1945)
- Emblyna horta (Gertsch & Ivie, 1936)
- Emblyna hoya (Chamberlin & Ivie, 1941)
- Emblyna iviei (Gertsch & Mulaik, 1936)
- Emblyna joaquina (Chamberlin & Gertsch, 1958)
- Emblyna jonesae (Roewer, 1955)
- Emblyna kaszabi Marusik & Koponen, 1998
- Emblyna klamatha (Chamberlin & Gertsch, 1958)
- Emblyna lina (Gertsch, 1946)
- Emblyna linda (Chamberlin & Gertsch, 1958)
- Emblyna littoricolens (Chamberlin & Ivie, 1935)
- Emblyna manitoba (Ivie, 1947)
- Emblyna mariae Chamberlin, 1948
- Emblyna marissa (Chamberlin & Gertsch, 1958)
- Emblyna maxima (Banks, 1892)
- Emblyna melva (Chamberlin & Gertsch, 1958)
- Emblyna mitis (Thorell, 1875)
- Emblyna mongolica Marusik & Koponen, 1998
- Emblyna nanda (Chamberlin & Gertsch, 1958)
- Emblyna oasa (Ivie, 1947)
- Emblyna olympiana (Chamberlin, 1919)
- Emblyna orbiculata (Jones, 1947)
- Emblyna oregona (Gertsch, 1946)
- Emblyna osceola (Chamberlin & Gertsch, 1958)
- Emblyna oxtotilpanensis (Jiménez & Luz, 1986)
- Emblyna palomara Chamberlin, 1948
- Emblyna peragrata (Bishop & Ruderman, 1946)
- Emblyna phylax (Gertsch & Ivie, 1936)
- Emblyna pinalia (Chamberlin & Gertsch, 1958)
- Emblyna piratica (Ivie, 1947)
- Emblyna reticulata (Gertsch & Ivie, 1936)
- Emblyna roscida (Hentz, 1850)
- Emblyna saylori (Chamberlin & Ivie, 1941)
- Emblyna scotta Chamberlin, 1948
- Emblyna seminola (Chamberlin & Gertsch, 1958)
- Emblyna serena (Chamberlin & Gertsch, 1958)
- Emblyna shasta (Chamberlin & Gertsch, 1958)
- Emblyna shoshonea (Chamberlin & Gertsch, 1958)
- Emblyna stulta (Gertsch & Mulaik, 1936)
- Emblyna sublata (Hentz, 1850)
- Emblyna sublatoides (Ivie & Barrows, 1935)
- Emblyna suprenans (Chamberlin & Ivie, 1935)
- Emblyna suwanea (Gertsch, 1946)
- Emblyna teideensis Wunderlich, 1992
- Emblyna uintana (Chamberlin, 1919)
- Emblyna wangi (Song & Zhou, 1986)
- Emblyna zaba (Barrows & Ivie, 1942)

## Hackmania
Hackmania Lehtinen, 1967
- Hackmania prominula (Tullgren, 1948)
- Hackmania saphes (Chamberlin, 1948)

## Helenactyna
Helenactyna Benoit, 1977
- Helenactyna crucifera (O. P.-Cambridge, 1873)
- Helenactyna vicina Benoit, 1977

## Hoplolathys
Hoplolathys Caporiacco, 1947
- Hoplolathys aethiopica Caporiacco, 1947

## Iviella
Iviella Lehtinen, 1967
- Iviella ohioensis (Chamberlin & Ivie, 1935)
- Iviella reclusa (Gertsch & Ivie, 1936)

## Lathys
Lathys Simon, 1884
- Lathys affinis (Blackwall, 1862)
- Lathys alberta Gertsch, 1946
- Lathys albida Gertsch, 1946
- Lathys annulata Bösenberg & Strand, 1906
- Lathys bin Marusik & Logunov, 1991
- Lathys brevitibialis Denis, 1956
- Lathys cambridgei (Simon, 1874)
- Lathys changtunesis Hu, 2001
- Lathys chishuiensis Zhang, Yang & Zhang, 2009
- Lathys coralynae Gertsch & Davis, 1942
- Lathys delicatula (Gertsch & Mulaik, 1936)
- Lathys dentichelis (Simon, 1883)
- Lathys dihamata Paik, 1979
- Lathys dixiana Ivie & Barrows, 1935
- Lathys foxi (Marx, 1891)
- Lathys heterophthalma Kulczynski, 1891
- Lathys humilis (Blackwall, 1855)
  - Lathys humilis meridionalis (Simon, 1874)
- Lathys immaculata (Chamberlin & Ivie, 1944)
- Lathys insulana Ono, 2003
- Lathys jubata (Denis, 1947)
- Lathys lepida O. P.-Cambridge, 1909
- Lathys lutulenta Simon, 1914
- Lathys maculina Gertsch, 1946
- Lathys maculosa (Karsch, 1879)
- Lathys maura (Simon, 1910)
- Lathys mussooriensis Biswas & Roy, 2008
- Lathys narbonensis (Simon, 1876)
- Lathys nielseni (Schenkel, 1932)
- Lathys pallida (Marx, 1891)
- Lathys sexoculata Seo & Sohn, 1984
- Lathys sexpustulata (Simon, 1878)
- Lathys simplicior (Dalmas, 1916)
- Lathys sindi (Caporiacco, 1934)
- Lathys stigmatisata (Menge, 1869)
- Lathys subviridis Denis, 1937
- Lathys sylvania Chamberlin & Gertsch, 1958
- Lathys teideensis Wunderlich, 1992
- Lathys truncata Danilov, 1994

## Mallos
Mallos O. P.-Cambridge, 1902
- Mallos blandus Chamberlin & Gertsch, 1958
- Mallos bryantae Gertsch, 1946
- Mallos chamberlini Bond & Opell, 1997
- Mallos dugesi (Becker, 1886)
- Mallos flavovittatus (Keyserling, 1881)
- Mallos gertschi Bond & Opell, 1997
- Mallos gregalis (Simon, 1909)
- Mallos hesperius (Chamberlin, 1916)
- Mallos kraussi Gertsch, 1946
- Mallos macrolirus Bond & Opell, 1997
- Mallos margaretae Gertsch, 1946
- Mallos mians (Chamberlin, 1919)
- Mallos nigrescens (Caporiacco, 1955)
- Mallos niveus O. P.-Cambridge, 1902
- Mallos pallidus (Banks, 1904)
- Mallos pearcei Chamberlin & Gertsch, 1958

## Marilynia
Marilynia Lehtinen, 1967
- Marilynia bicolor (Simon, 1870)
  - Marilynia bicolor littoralis (Denis, 1959)

## Mashimo
Mashimo Lehtinen, 1967
- Mashimo leleupi Lehtinen, 1967

## Mastigusa
Mastigusa Menge, 1854
- Mastigusa arietina (Thorell, 1871)
- Mastigusa lucifuga (Simon, 1898)
- Mastigusa macrophthalma (Kulczynski, 1897)

## Mexitlia
Mexitlia Lehtinen, 1967
- Mexitlia altima Bond & Opell, 1997
- Mexitlia grandis (O. P.-Cambridge, 1896)
- Mexitlia trivittata (Banks, 1901)

## Mizaga
Mizaga Simon, 1898
- Mizaga chevreuxi Simon, 1898
- Mizaga racovitzai (Fage, 1909)

## Nigma
Nigma Lehtinen, 1967
- Nigma conducens (O. P.-Cambridge, 1876)
- Nigma flavescens (Walckenaer, 1830)
- Nigma gertschi (Berland & Millot, 1940)
- Nigma hortensis (Simon, 1870)
- Nigma laeta (Spassky, 1952)
- Nigma linsdalei (Chamberlin & Gertsch, 1958)
- Nigma longipes (Berland, 1914)
- Nigma puella (Simon, 1870)
- Nigma shiprai (Tikader, 1966)
- Nigma tristis (Spassky, 1952)
- Nigma tuberosa Wunderlich, 1987
- Nigma vulnerata (Simon, 1914)
- Nigma walckenaeri (Roewer, 1951)

## Paradictyna
Paradictyna Forster, 1970
- Paradictyna ilamia Forster, 1970
- Paradictyna rufoflava (Chamberlain, 1946)

## Penangodyna
Penangodyna Wunderlich, 1995
- Penangodyna tibialis Wunderlich, 1995

## Phantyna
Phantyna Chamberlin, 1948
- Phantyna bicornis (Emerton, 1915)
- Phantyna estebanensis (Simon, 1906)
- Phantyna mandibularis (Taczanowski, 1874)
- Phantyna meridensis (Caporiacco, 1955)
- Phantyna micro (Chamberlin & Ivie, 1944)
- Phantyna mulegensis (Chamberlin, 1924)
- Phantyna pixi (Chamberlin & Gertsch, 1958)
- Phantyna provida (Gertsch & Mulaik, 1936)
- Phantyna remota (Banks, 1924)
- Phantyna rita (Gertsch, 1946)
- Phantyna segregata (Gertsch & Mulaik, 1936)
- Phantyna terranea (Ivie, 1947)
- Phantyna varyna (Chamberlin & Gertsch, 1958)
  - Phantyna varyna miranda (Chamberlin & Gertsch, 1958)

## Qiyunia
Qiyunia Song & Xu, 1989
- Qiyunia lehtineni Song & Xu, 1989

## Rhion
Rhion O. P.-Cambridge, 1870
- Rhion pallidum O. P.-Cambridge, 1870

## Saltonia
Saltonia Chamberlin & Ivie, 1942
- Saltonia incerta (Banks, 1898)

## Scotolathys
Scotolathys Simon, 1884
- Scotolathys simplex Simon, 1884

## Shango
Shango Lehtinen, 1967
- Shango capicola (Strand, 1909)

## Sudesna
Sudesna Lehtinen, 1967
- Sudesna anaulax (Simon, 1908)
- Sudesna grammica (Simon, 1893)
- Sudesna grossa (Simon, 1906)
- Sudesna hedini (Schenkel, 1936)

## Tahuantina
Tahuantina Lehtinen, 1967
- Tahuantina zapfeae Lehtinen, 1967

## Tandil
Tandil Mello-Leitão, 1940
- Tandil nostalgicus Mello-Leitão, 1940

## Thallumetus
Thallumetus Simon, 1893
- Thallumetus acanthochirus Simon, 1904
- Thallumetus dulcineus Gertsch, 1946
- Thallumetus latifemur (Soares & Camargo, 1948)
- Thallumetus octomaculellus (Gertsch & Davis, 1937)
- Thallumetus parvulus Bryant, 1942
- Thallumetus pineus (Chamberlin & Ivie, 1944)
- Thallumetus pullus Chickering, 1952
- Thallumetus pusillus Chickering, 1950
- Thallumetus salax Simon, 1893
- Thallumetus simoni Gertsch, 1945

## Tivyna
Tivyna Chamberlin, 1948
- Tivyna moaba (Ivie, 1947)
- Tivyna pallida (Keyserling, 1887)
- Tivyna petrunkevitchi (Gertsch & Mulaik, 1940)
- Tivyna spatula (Gertsch & Davis, 1937)

## Tricholathys
Tricholathys Chamberlin & Ivie, 1935
- Tricholathys cascadea Chamberlin & Gertsch, 1958
- Tricholathys hansi (Schenkel, 1950)
- Tricholathys hirsutipes (Banks, 1921)
- Tricholathys jacinto Chamberlin & Gertsch, 1958
- Tricholathys knulli Gertsch & Mulaik, 1936
- Tricholathys monterea Chamberlin & Gertsch, 1958
- Tricholathys relicta Ovtchinnikov, 2001
- Tricholathys rothi Chamberlin & Gertsch, 1958
- Tricholathys saltona Chamberlin, 1948
- Tricholathys spiralis Chamberlin & Ivie, 1935

## Viridictyna
Viridictyna Forster, 1970
- Viridictyna australis Forster, 1970
- Viridictyna kikkawai Forster, 1970
- Viridictyna nelsonensis Forster, 1970
- Viridictyna parva Forster, 1970
- Viridictyna picata Forster, 1970

## Yorima
Yorima Chamberlin & Ivie, 1942
- Yorima albida Roth, 1956
- Yorima angelica Roth, 1956
- Yorima antillana (Bryant, 1940)
- Yorima flava (Chamberlin & Ivie, 1937)
- Yorima sequoiae (Chamberlin & Ivie, 1937)
- Yorima subflava Chamberlin & Ivie, 1942